# 日本国際ツーリズム殿堂
日本国際ツーリズム殿堂（にほんこくさいツーリズムでんどう）は日本の国際ツーリズム産業の発展に寄与し、国民の豊かな旅行スタイルの形成に貢献してきた先人の偉業を称え、顕彰し、永く後世に伝えてゆくことを目的に2004年4月に創設された殿堂である。

## 選考
選考基準及び評価基準を元に、選考委員がそれぞれ10名を記名投票し、得票数の多い候補者を中心に、殿堂顕彰者を選出する。
- 今日の我が国のツーリズム産業発展に貢献したと誰しもが認める方であること
- 強力なリーダーシップを発揮して各分野に貢献された方であること
- 後継の人々に多大な影響を与え、未だその意志が受け継がれている方であること

## 2004年度・顕彰者
2004年度・顕彰者
- 石田博  - 日本交通公社・元・社長
- 犬丸徹三 - 帝国ホテル・元・総支配人、元・社長
- 梶本保邦 - 運輸省・元・観光局長
- 兼高かおる - 旅行ジャーナリスト
- 兼松學 - JATA・元・会長
- 亀田重雄  - ジャルパック（旧旅行開発）元・会長
- 馬場勇  - 近畿日本ツーリスト元・副社長
- フリッツ・シュミッツ - 米国商務省観光局（USTTA）元・日本・アジア地区支局長
- 本間次郎  - 三井航空サービス・元・社長、元・会長
- 松尾静磨  - 日本航空・元・社長

## 2008年度・顕彰者
2008年9月19日、第2回「日本国際ツーリズム殿堂」の表彰式が開かれ、5人を表彰した。2008年度・顕彰者
- 利光松男 - 日本航空・元・社長
- 安西美津子 - 日本旅行業女性の会・初代会長
- 松橋功 - JTB・元・社長、JTB・元・会長、JATA元・会長
- 森谷哲也  - トラベルジャーナル・創業者
- 中西成忠 - ミキ・ツーリスト・創業者